# Goutevernisse
Goutevernisse è un comune francese di 157 abitanti situato nel dipartimento dell'Alta Garonna nella regione dell'Occitania.

## Società

### Evoluzione demografica
Abitanti censiti